# Bellwether Pictures
Bellwether Pictures è una casa di produzione cinematografica e televisiva statunitense con sede a Los Angeles, California. L'azienda è stata fondata dal regista, sceneggiatore e produttore Joss Whedon e dalla sua ex-moglie Kai Cole come co-fondatrice. Il loro scopo è quello di portare i film a micro-budget direttamente al pubblico, aggirando "la classica struttura degli studi".

## Storia
Nel 2021 Bellwether ha rilasciato Much Ado About Nothing per il quale Lionsgate e Roadside Attractions hanno gestito la distribuzione negli Stati Uniti. La produzione successiva è stata In Your Eyes.

## Filmografia

### Lungometraggi
- Much Ado About Nothing, regia di Joss Whedon (2012)
- In Your Eyes, regia di Brin Hill (2014)